# Stefan Johnsson
Stefan Johnsson, född 25 november 1959, är en svensk tonsättare, musiker och pedagog.

## Biografi
Stefan Johnsson utbildades vid Musikhögskolan i Göteborg. Han studerade komposition för bland andra Carl-Axel Hall och Anders Hultqvist och har även en examen som trumpetpedagog. Han komponerar huvudsakligen instrumentalmusik.
Stefan Johnsson är även verksam som musiklärare i Borås Kulturskola och som trumpetare i Borås Symfoniorkester.
Stefan Johnsson valdes in i Föreningen svenska tonsättare (FST) 2011.

## Verk i urval
- 2015 – Nordic calls - trumpet ensemble
- 2011 – Brass Fantasia - brass ensemble
- 2010 – Scherzo for trumpets - solotrumpet och trumpetkvintett
- 2005 – Spiritus Sanctus - blandad kör (Hildegard von Bingen)
- 2001 – Two young lovers on a bridge - orkester
- 2000 – Inventions in swedish folkstyle - blåskvintett